# Anne Parillaud

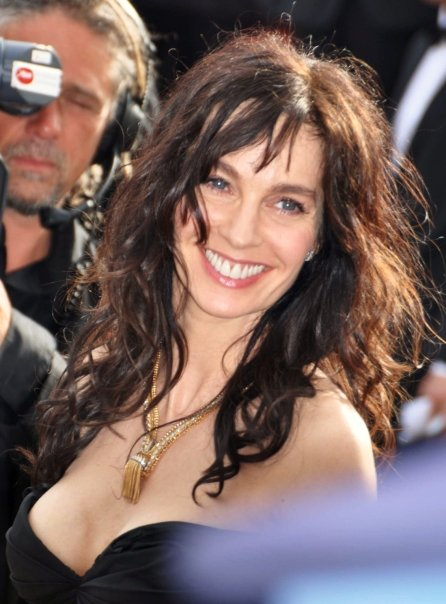
Anne Parillaud

Anne Parillaud, född 6 maj 1960 i Paris, är en fransk skådespelare.
Parillaud studerade balett som barn och filmdebuterade 1977 och fick internationellt genombrott med Luc Bessons film om den vilsegångna Nikita (1990), som tvingas bli myndigheternas lönnmördare. För den rollen fick hon bland annat det stora franska filmpriset César som Bästa skådespelerska, och i samma veva gifte hon sig med regissören, och fick barn. Därefter har hon gift om sig med den franske elektronmusikern och kompositören Jean-Michel Jarre. 1989 medverkade hon bland annat i Ettore Scolas italienska film Hur mycket är tiden och har fortsatt arbeta i europeiska och amerikanska filmer.
Hon är vegetarian.

## Filmografi (urval)
- 2004 – På gränsen till sanning
- 1998 – Shattered Image
- 1998 – Mannen med järnmasken
- 1995 – Frankie Starlight
- 1993 – Hjärtats skamvrå
- 1992 – Oskyldigt blod
- 1990 – Nikita
- 1989 – Hur mycket är tiden
- 1981 – En gång snut alltid snut